# Хав'єр Таборга
Хав'єр Таборга (ісп. Javier Taborga; нар. 15 квітня 1979) — колишній болівійський тенісист.
Найвищу одиночну позицію світового рейтингу — 519 місце досяг 11 серпня 2003, парну — 419 місце — 3 листопада 2003 року.

## Фінали ITF Ф'ючерс

### Одиночний розряд: 2 (0–2)
| Результат | В-П | Дата     | Турнір                 | Покриття | Суперник        | Рахунок          |
| --------- | --- | -------- | ---------------------- | -------- | --------------- | ---------------- |
| Поразка   | 0–1 | Лис 2002 | Барбадос F1, Бриджтаун | Тверде   | Жан-Жульєн Роєр | 2–6, 1–6         |
| Поразка   | 0–2 | Лип 2003 | Еквадор F2, Гуаякіль   | Ґрунт    | Карлос Авельян  | 6–1, 4–6, 6–7(6) |

### Парний розряд: 5 (4–1)
| Результат | В-П | Дата     | Турнір                 | Покриття | Партнер               | Суперники                               | Рахунок          |
| --------- | --- | -------- | ---------------------- | -------- | --------------------- | --------------------------------------- | ---------------- |
| Поразка   | 0–1 | Лис 2002 | Барбадос F1, Бриджтаун | Тверде   | Мірко Пегар           | Жан-Жульєн Роєр Раян Расселл            | 4–6, 6–4, 1–6    |
| Перемога  | 1–1 | Лип 2003 | Еквадор F2, Гуаякіль   | Ґрунт    | Хуан Мануель Елісондо | Матіас де Хенаро Ліонель Новіскі        | 7–6(5), 7–5      |
| Перемога  | 2–1 | Лип 2003 | Еквадор F3, Villamil   | Тверде   | Себастьян Декуд       | Хуан де Армас Джоннатан Медіна-Альварес | 4–6, 7–5, 7–6(2) |
| Перемога  | 3–1 | Вер 2003 | Болівія F2, Ла-Пас     | Ґрунт    | Пабло Гонсалес        | Патрісіо Аркес Себастьян Декуд          | 7–6(1), 6–2      |
| Перемога  | 4–1 | Жов 2003 | Колумбія F1, Медельїн  | Ґрунт    | Себастьян Декуд       | Карлос Берлок Роналду Карвалю           | 7–6(3), 7–6(4)   |